# René García Miranda
René Francisco García Miranda (Ciudad de México, México, 12 de marzo de 1970) es un actor y locutor mexicano. Ha incursionado en cine, televisión, teatro, radio y doblaje. Es conocido en Latinoamérica por haber doblado a varios personajes protagonistas de series y películas exitosas, como Stewie en la serie Padre de familia; Vegeta en la serie Dragon Ball Z; a los personajes de los actores Ben Affleck, Keanu Reeves, Michael Keaton, Chris O'Donnell, John Travolta, entre muchos otros.

## Biografía
René nació en la Ciudad de México el 12 de marzo de 1970. Es hijo de René Azcoitia. Estuvo casado con la también actriz Cristina Hernández con la que tuvo una hija.
Actualmente está casado con Kerygma Flores, también actriz de doblaje con la que tiene otra hija.[cita requerida]

## Filmografía

### Televisión
- Érase que se era (1979)
- El hogar que yo robé (1981) - Carlitos Velarde
- Rehilete (1981)
- La semilla de la vida
- Temas de Primaria
- Sale y vale (1983)
- Telegana (1994)
- Humorito Corazón (1997)
- Gritos de muerte y libertad (2010)
- El sexo débil (2011)
- El octavo mandamiento (2011)
- Fortuna (2013)
- La impostora (2014) - Domingo Zamora
- La doña (2016) - Ingeniero Guillermo Contreras
- Enemigo Intimo (2018) - subprocurador Priamo Cabrales

## Doblaje

### Anime
- Attack on Titan - Willy Tybur
- Dragon Ball Z - Vegeta / Vegetto (con Mario Castañeda)
- Dragon Ball GT - Vegeta / Gogeta (con Mario Castañeda)
- Dragon Ball Z Kai: The Final Chapters - Vegeta / Vegetto (con Mario Castañeda)
- Dragon Ball Super - Vegeta / Vegetto (con Mario Castañeda)
- Saint Seiya - Hyoga en serie TV, películas y Hades DVD
- Naruto - Kisame Hoshigaki
- Naruto Shippūden - Kisame Hoshigaki
- Slam Dunk - Hanamichi Sakuragi
- Sailor Moon - Jedite
- Sailor Moon R - Rubeus
- Sailor Moon S - Ned
- Saint Seiya: The Lost Canvas - El Cid De Capricornio
- The Faraway Paladin - Stagnate
- Destiny 2 - Cayde 6
- One Piece - Kizaru Borzalino

### Series animadas
| - Padre de familia - Stewie Griffin (temps. 1-2) - Futurama - Hermes Conrad (temps. 1-4) - X-Men - Warren Wortington III / Arcángel y Pietro Maximoff / Quicksilver - Beavis & Butt-Head - Butt-Head - WildCats - Reno Bryce / Warblade | - Los Simpson - Sting (temp. 3) - Paul McCartney (temp. 7) - Artie Ziff (temps. 13 y 15) - Garth Madreamorosa (temp. 13) - Richard Gere (temp. 13) - Lenny Kravitz (temp. 14) - Profesor Frink (temp. 15, ep. 314) |

## Radio

### Locución
- Programa. La Hora Nacional Infantil (1979)
- Programa. La Hora Nacional (1980)
- Programa. El Taller de las Sorpresas - Beto (1981)
- Programa. El Maravilloso Mundo de Barbie - Ken (1991)
- Men's Health (institucional) (1991)
- Chocolate Abuelita (institucional) (2001)

### Radionovelas
- Amarga Ciudad (XEW) - Francisco